# Deatsville
Deatsville es un pueblo ubicado en el condado de Elmore en el estado estadounidense de Alabama. En el censo de 2000, su población era de 340. 

## Demografía
En el 2000 la renta per cápita promedia del hogar era de $ 40.938$ , y el ingreso promedio para una familia era de 48.295$. El ingreso per cápita para la localidad era de 16.409$. Los hombres tenían un ingreso per cápita de 31.000$ contra 21.875$ para las mujeres.

## Geografía
Deatsville está situado en 32°35′38″N 86°23′36″O / 32.59389, -86.39333 (32.593958, -86.393454).
Según la Oficina del Censo de los EE. UU., la ciudad tiene un área total de 4.67 millas cuadradas (12.09 km ²).